# Bitterzoet (plant)
Bitterzoet (Solanum dulcamara) is een vrij algemeen voorkomende, vaste plant uit de nachtschadefamilie (Solanaceae). Volksnamen zijn dolbessen-hout, elf-rank, hoe-langer-hoe-liever, klimmende nachtschade en qualster. 

## Botanischeaspecten
De stengels zijn dun, rankend en aan de basis verhout. De plant windt zich meestal om andere planten. Hierbij kan de plant een lengte van 4 m bereiken, hoewel 1-2 m gebruikelijker is. De bloeiwijze is een enkelvoudig gevorkt bijscherm. De 1-1,5 cm grote paarsblauwe (zelden witte) bloemen bestaan uit vijf aan de voet vergroeide kroonbladen. De plant bloeit van juni tot september in trosjes of groepjes van drie tot twintig stuks. De bloemen zijn hangend, stervormig, met vijf kroonbladen en gele vergroeide meeldraden. De 1 cm grote bessen zijn eerst groen, dan geel, later rood. Ze zijn in rijpe vorm zacht, eetbaar voor vogels, maar giftig voor mensen. De vogels spelen dan ook een belangrijke rol bij de verspreiding van zaden.
De 4-12 cm lange bladen zijn pijlvormig of langwerpig, vaak iets gelobd aan de basis, met een bladsteel tot 3 cm. Zoals bij vrijwel alle Solanum-soorten zijn de bladen giftig.
Bitterzoet bevat meerdere glycosiden. Indien men op de stengel kauwt proeft men eerst de bittere smaak van de glycosiden, maar doordat deze door het speeksel worden ontleed en er sacharose vrijkomt, komt de zoete smaak naar voren. Vandaar de naam. Ook in de  soortaanduiding (dulcis betekent "zoet" en amaris betekent "bitter"), in de Engelse naam Bittersweet en in veel andere talen komen we dit tegen. De stengels bevatten ook alkaloïden.

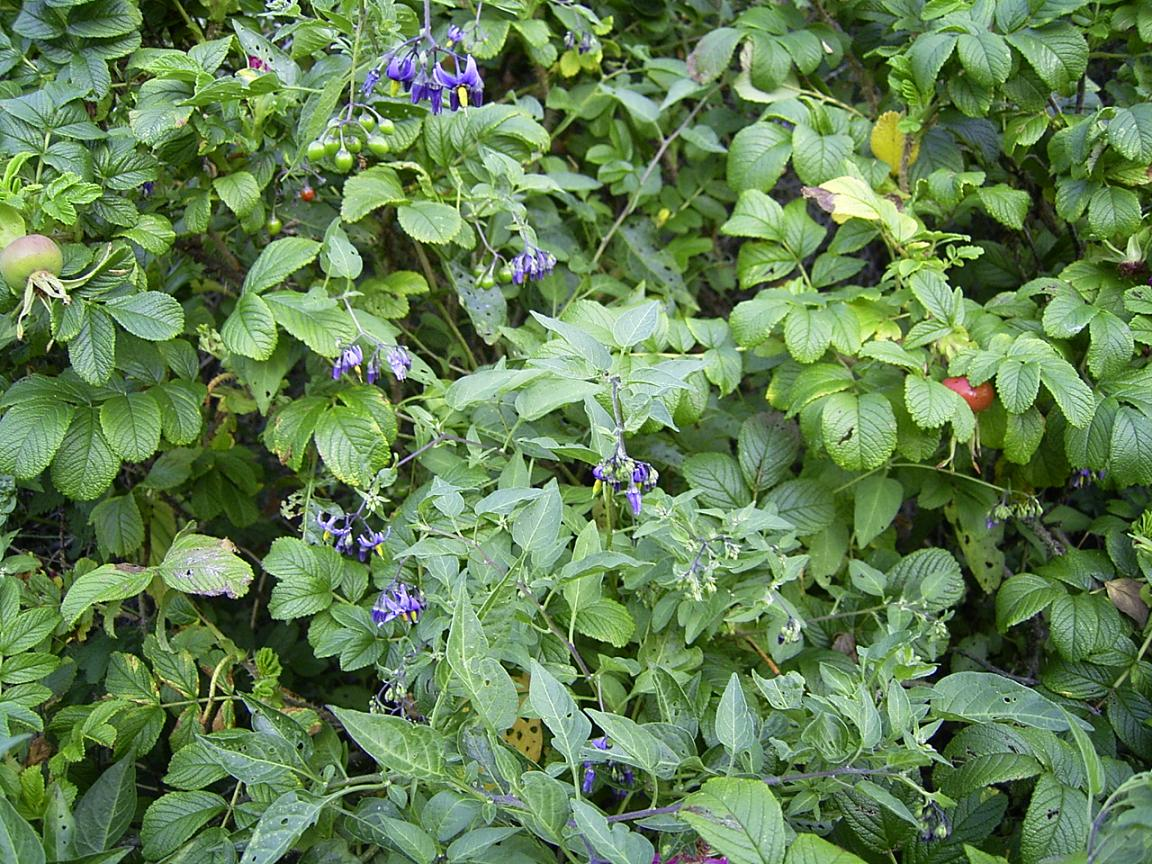
plant
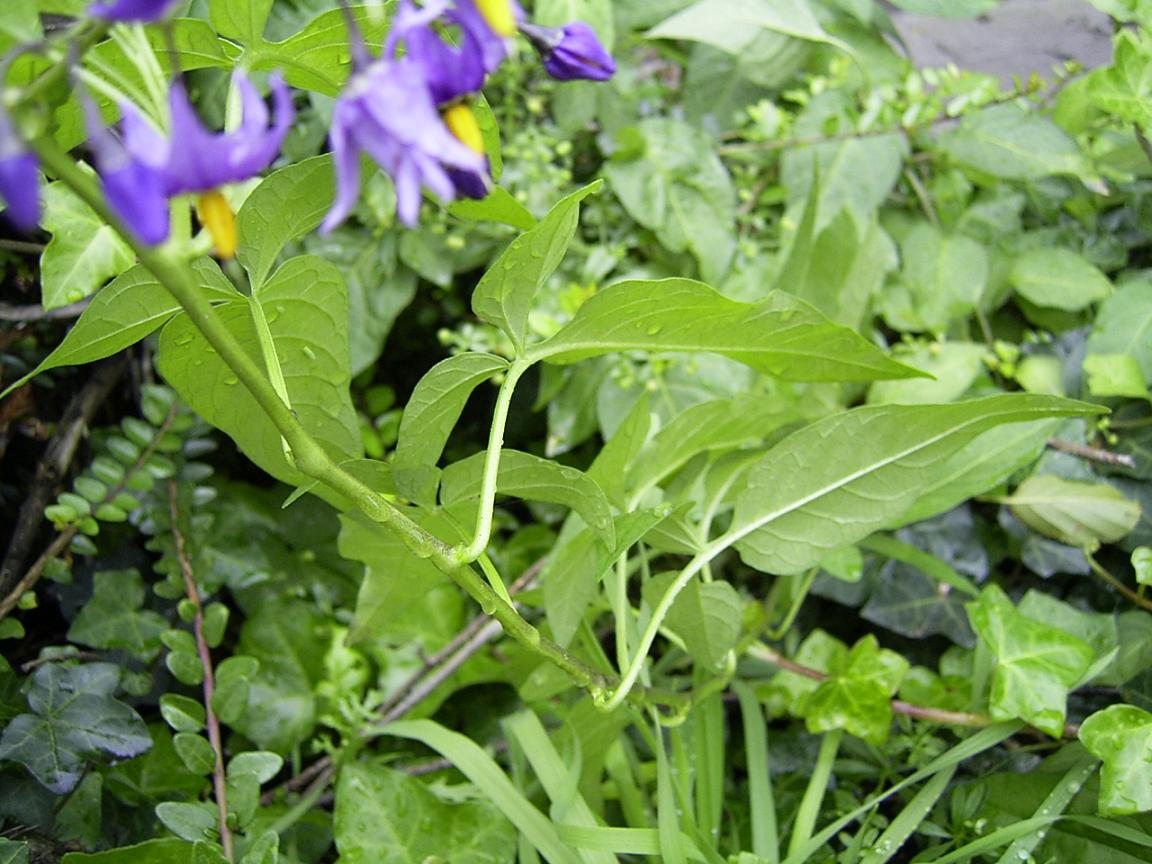
bladeren
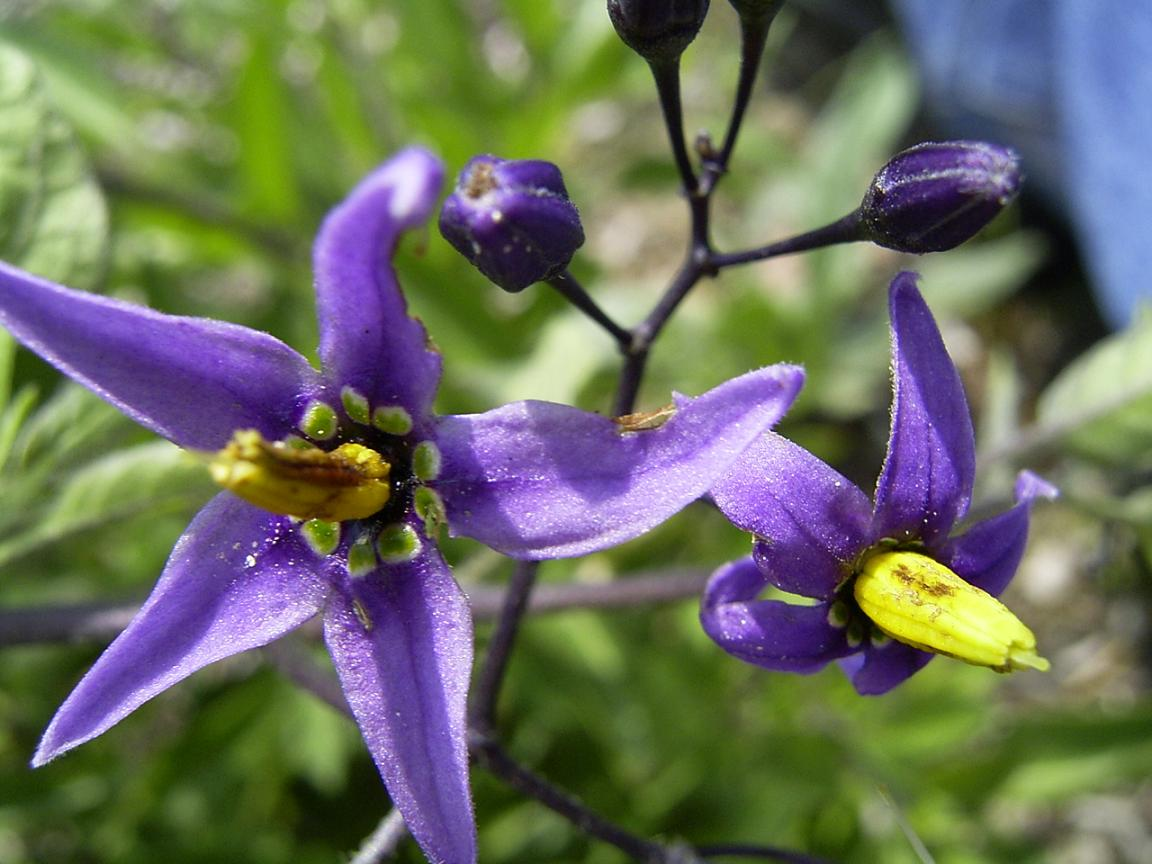
bloemen
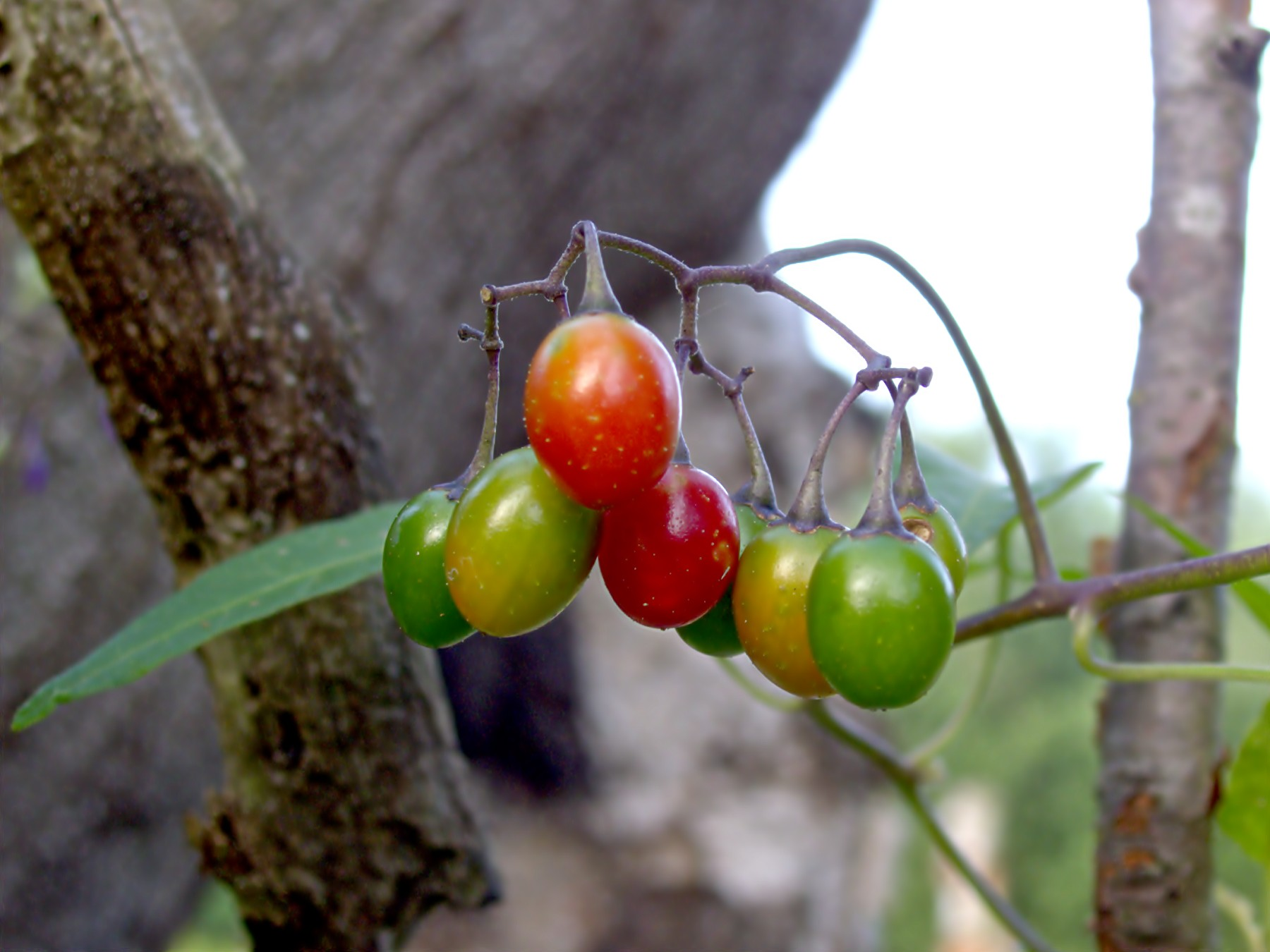
vruchten

## Voorkomen
Bitterzoet komt van nature voor in Europa en Azië, maar is ook elders wijd verspreid, zoals in Noord-Amerika, waar de plant in veel staten als invasieve soort staat geregistreerd. Mede oorzaak hiervan is, dat de plant zich op een veelheid aan ondergronden thuis voelt: natte grond als moerassen, maar ook droge braakliggende gronden, duinen, bos- en heggenranden, en rurale gronden.
In Azië loopt het verspreidingsgebied tot China en Japan.

## Toepassingen en symboliek

### Medische toepassingen
Werkzame stoffen zijn bitterglycosiden, saponine, solaceïne, solaneïne, solsonine en tannine. Giftige stoffen zijn solanine en dulcamarine.
In de volksgeneeskunde werden drie handen gedroogde bladen, samen met 100 g lijnzaadmeel gekookt in een liter (rode) wijn. Men liet het met een ons reuzel inkoken tot een papje. Dit papje werd toegepast bij steenpuisten. Een overdosis leidt onder andere tot verlies van spraak.
In de farmacie wordt de plant voor meerdere huidaandoeningen gebruikt.

### Rituele toepassingen
De oude Egyptenaren gebruikten de plant al. Voor hen had bitterzoet waarschijnlijk ook een rituele betekenis. Om de nek van de mummie van Toetanchamon werd namelijk een ketting van bessen van de bitterzoet aangetroffen.
In Duitsland hingen de boeren weleens bitterzoet om de nek van hun vee om het te beschermen tegen kwade geesten. Bitterzoet behoort tot de heksenkruiden.

### Symboliek

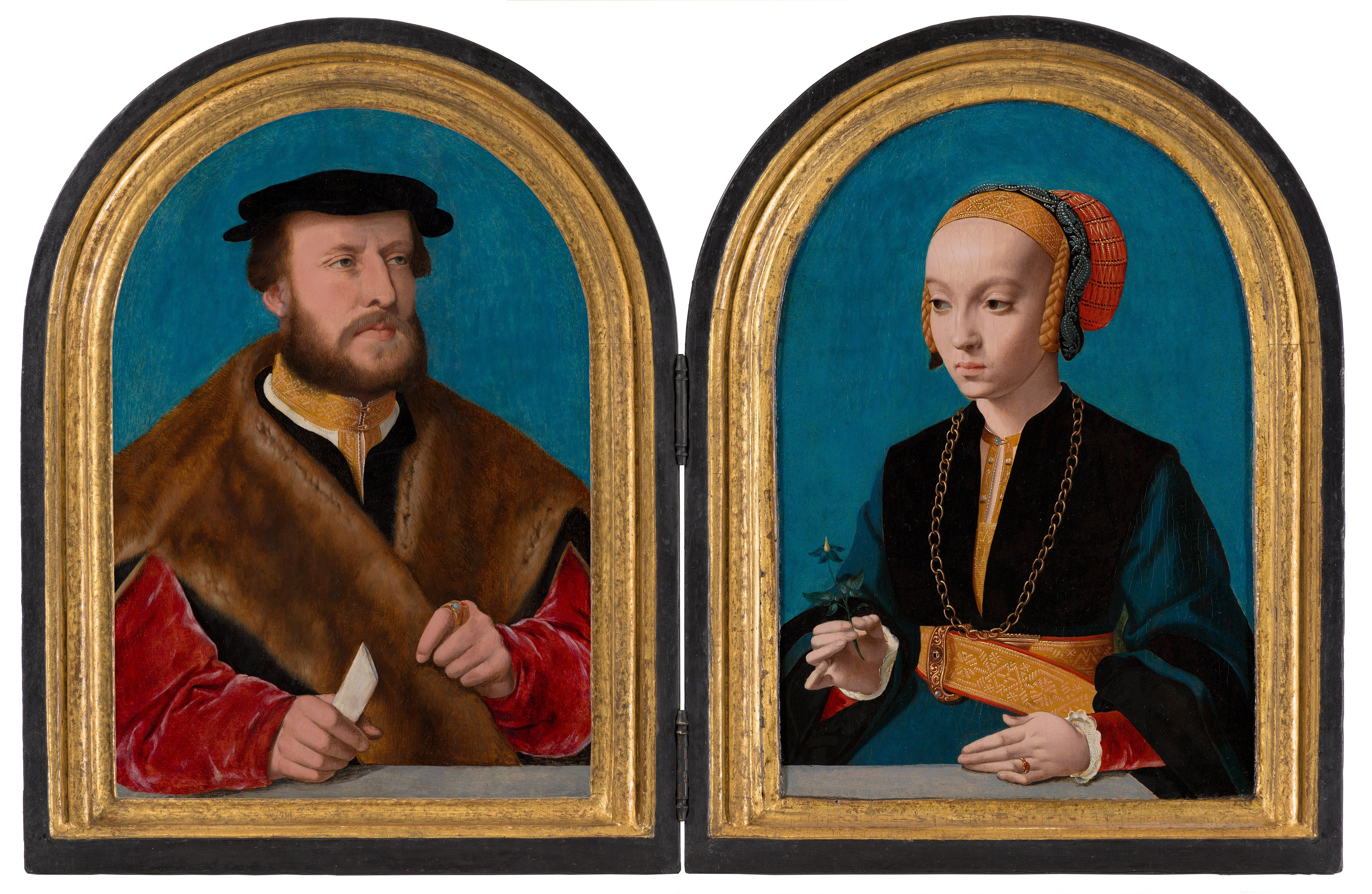
Elisabeth Bellinghausen en haar verloofde Jacob Omphalius, geschilderd door Bartholomäus Bruyn de Oude (1493-1555)

In portretten uit Keulen was een takje bitterzoet een attribuut voor ongetrouwde stellen. Het wordt onder andere afgebeeld in de hand van de vrouw op het dubbelportret van Elisabeth Bellinghausen en Jacob Omphalius